# 横井甚四郎

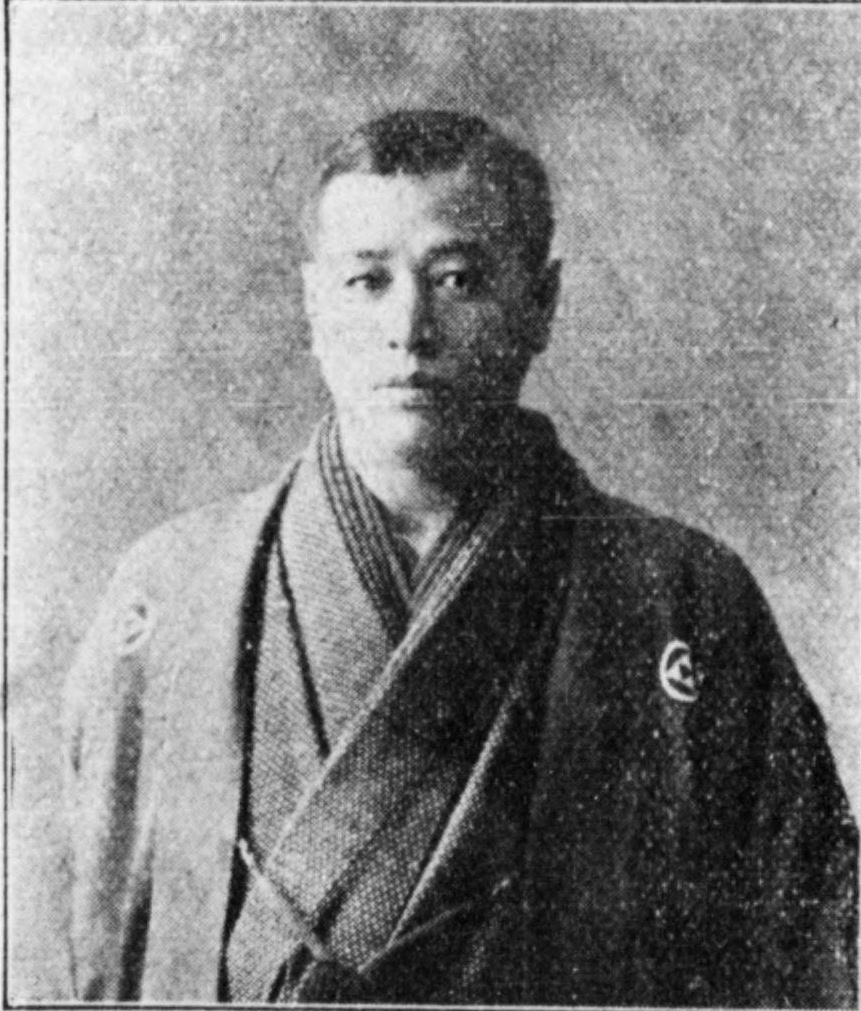
横井甚四郎

横井 甚四郎（よこい じんしろう、1860年12月2日（万延元年10月20日）- 1909年（明治42年）8月16日）は、明治期の実業家・政治家。衆議院議員、愛知県中島郡一宮町長。

## 経歴
尾張国中島郡一之宮村（愛知県中島郡一之宮村、一宮町大字一宮を経て現一宮市一宮など）で、父・甚四郎利蔵の息子として生まれた。1876年（明治9年）愛知県立養成学校（のち愛知第一師範学校）を卒業した。
呉服商、蚕糸繭問屋業を営む。1881年（明治14年）10月、一宮銀行取締役に就任。一宮貯蓄銀行取締役、一宮清酒専務取締役、一宮米穀取引所理事、一宮紡績監査役なども務めた。
政界では、一宮学務委員、一宮町会議員、同助役、5郡407ヶ村連合町村会議員、宮田井組連合町村会議員、中島郡会議員、同参事会員、愛知県会議員、同郡部会副議長などを務めた。また、1892年（明治25年）12月、1901年（明治34年）4月の2度一宮町長に就任した。
1898年（明治31年）3月、第5回衆議院議員総選挙（愛知県第5区）で初当選。以後、第10回総選挙まで4回再選され、衆議院議員に通算5期在任した。この間、立憲政友会院内主事、同協議員などを務めた。議員在任中の1909年8月に死去した。

## 国政選挙歴
- 第5回衆議院議員総選挙（愛知県第5区、1898年3月、自由党）当選[8]
- 第6回衆議院議員総選挙（愛知県第5区、1898年8月、憲政党）次点落選[8]
- 第7回衆議院議員総選挙（愛知県郡部、1902年8月、立憲政友会）当選[10]
- 第8回衆議院議員総選挙（愛知県郡部、1903年3月、立憲政友会）当選[10]
- 第9回衆議院議員総選挙（愛知県郡部、1904年3月、立憲政友会）当選[10]
- 第10回衆議院議員総選挙（愛知県郡部、1908年5月、立憲政友会）当選[11]